# Circuito Toninho da Matta
O Circuito Toninho da Matta é um circuito de rua na cidade de Belo Horizonte, em Minas Gerais. Possui 3.1 km de extensão e 7 curvas. Foi recentemente anunciado como circuito integrante da Stock Car a partir de 2024. O local escolhido para o circuito foi o entorno do Estádio Governador Magalhães Pinto (Mineirão) e da Lagoa da Pampulha, na região homônima.
O circuito foi nomeado em homenagem ao piloto Toninho da Matta, vencedor dos 500km de Belo Horizonte nos anos 70, prova realizada também no Mineirão.
A construção do circuito foi alvo de protestos por parte de ambientalistas, políticos, estudantes e jornalistas, devido ao impacto ambiental causado pela retirada das árvores e ao impacto sonoro sentido por animais em tratamento no Hospital Veterinário da UFMG, localizado ao lado da pista.

## Traçado
O circuito possui 3.1 km de extensão e 7 curvas, na qual contém longas retas, três curvas de 90º, além de 2 chicanes e um gancho de 180º na parte final da pista. O traçado passa por pontos como o Estádio do Mineirão e a Universidade Federal de Minas Gerais.

## Controvérsias

### Corte de árvores
A construção do circuito implicou no corte de mais de 60 árvores nos entornos do Mineirão. A supressão foi autorizada pelo Conselho Municipal de Meio Ambiente (COMAM) de Belo Horizonte em 22 de fevereiro de 2024, Uma semana depois, a 3ª Vara da Fazenda Pública de Belo Horizonte expediu uma liminar que suspendia o corte das árvores, sujeitando a prefeitura a uma multa de R$ 50 mil por árvore cortada. No dia 1º de março, a liminar foi suspensa pelo Tribunal de Justiça de Minas Gerais, acatando o recurso da prefeitura de Belo Horizonte.
Como medida compensatória, a organização do evento se comprometeu a plantar 688 árvores na região da Pampulha, além de responsabilizar-se pela manutenção das mesmas num período de cinco anos.

### Impacto acústico
Os altos ruídos dos carros, que podem chegar a 110 db, gerou protestos de alunos e docentes da Universidade Federal de Minas Gerais. O local do circuito fica a apenas 60 metros de distância do Hospital Veterinário da UFMG, e o ruído poderia causar estresse severo ou até mesmo a morte de animais. Em julho, a Justiça Federal condicionou a realização da corrida à um plano de mitigação dos impactos acústicos.
  

A organização da prova fez a instalação de barreiras acústicas. Ainda assim, foram detectados ruídos acima do permitido por lei, provocando a morte de alguns animais em tratamento no Hospital Veterinário. O Ministério Público Federal entrou com seguidos pedidos para suspender a realização da prova, todos negados.